# UCI Asia Tour 2021
El UCI Asia Tour 2021 fue la decimoséptima edición del calendario ciclístico internacional asiático. Se inició el 28 de mayo de 2021 en Japón, con el Tour de Japón, y finalizó el 10 de octubre de 2021 con la Clásica Oita, también en Japón. Se disputaron 3 competencias, otorgando puntos a los primeros clasificados de las etapas y a la clasificación final.

## Equipos
Los equipos que podían participar en las diferentes carreras dependía de la categoría de las mismas. Los equipos UCI WorldTeam y UCI ProTeam, tenían cupo limitado para competir de acuerdo al año correspondiente establecido por la UCI, los equipos Continentales y selecciones nacionales no tenían restricciones de participación:
| Categoría      | Categoría                       | Equipos                                                                                    |
| -------------- | ------------------------------- | ------------------------------------------------------------------------------------------ |
| .1             | 1.1 (Carrera de un día)         | * UCI WorldTeam (max 50%) * UCI ProTeam * Continentales * Selecciones nacionales           |
| .1             | 2.1 (Carrera de varios días)    | * UCI WorldTeam (max 50%) * UCI ProTeam * Continentales * Selecciones nacionales           |
| .2             | 1.2 (Carrera de un día)         | * UCI ProTeam * Continentales * Selecciones nacionales * Selecciones regionales * Amateurs |
| .2             | 2.2 (Carrera de varios días)    | * UCI ProTeam * Continentales * Selecciones nacionales * Selecciones regionales * Amateurs |
| .Ncup (sub-23) | 1.Ncup (Carrera de un día)      | * Selecciones nacionales * Selecciones mixtas                                              |
| .Ncup (sub-23) | 2.Ncup (Carrera de varios días) | * Selecciones nacionales * Selecciones mixtas                                              |

## Calendario
Las siguientes fueron las carreras que compusieron el calendario UCI Asia Tour para la temporada 2021 aprobado por la UCI.
| UCI Asia Tour 2021 | UCI Asia Tour 2021      | UCI Asia Tour 2021     | UCI Asia Tour 2021 | UCI Asia Tour 2021 |
| Fecha              | País                    | Carrera                | Ganador            |                    |
| ------------------ | ----------------------- | ---------------------- | ------------------ | ------------------ |
| 23 – 30 de mayo    | Japón                   | Tour de Japón          | Nariyuki Masuda    |                    |
| 11 – 18 de julio   | República Popular China | Vuelta al Lago Qinghai | Zhishan Zhang      |                    |
| 10 de oct          | Japón                   | Oita Urban Classic     | Paco Mancebo       |                    |

## Clasificaciones finales
- Nota: Las clasificaciones finales fueron:[4][5]

### Individual
| Posición | Corredor              | Equipo              | Puntos |
| -------- | --------------------- | ------------------- | ------ |
| 1.º      | Alexey Lutsenko       | Astana-Premier Tech | 1230   |
| 2.º      | Nariyuki Masuda       | Utsunomiya Blitzen  | 174    |
| 3.º      | Jambaljamts Sainbayar | Terengganu          | 158    |
| 4.º      | Masaki Yamamoto       | Kinan               | 136    |
| 5.º      | Yevgeniy Fedorov      | Astana-Premier Tech | 123    |
| 6.º      | Vadim Pronskiy        | Astana-Premier Tech | 106    |
| 7.º      | Keigo Kusaba          | Aisan Racing        | 100    |
| 8.º      | Yevgeniy Gidich       | Astana-Premier Tech | 90     |
| 9.º      | Hideto Nakane         | EF Education-NIPPO  | 83     |
| 10.º     | Saeid Safarzadeh      |                     | 80     |

| Posiciones 11º al 20º | Posiciones 11º al 20º    | Posiciones 11º al 20º  | Posiciones 11º al 20º |
| --------------------- | ------------------------ | ---------------------- | --------------------- |
| 11.º                  | Artyom Zakharov          | Astana-Premier Tech    | 80                    |
| 12.º                  | Yuriy Natarov            | Astana-Premier Tech    | 76,71                 |
| 13.º                  | Muradjan Khalmuratov     | Sweet Nice Continental | 75                    |
| 13.º                  | Yousef Mirza Bani Hammad | UAE Emirates           | 75                    |
| 15.º                  | Yuma Koishi              | Ukyo                   | 70                    |
| 16.º                  | Afif Abdullah            |                        | 65                    |
| 16.º                  | Bolor-Erdene Enkhtaivan  |                        | 65                    |
| 16.º                  | Mostafa Alrabie          |                        | 65                    |
| 16.º                  | Jihad Alahmad            |                        | 65                    |
| 16.º                  | Muhammad Abdurrahman     |                        | 65                    |

### Equipos
| Posición | Equipo             | Puntos |
| -------- | ------------------ | ------ |
| 1.º      | Terengganu         | 856,67 |
| 2.º      | Vino-Astana Motors | 232    |
| 3.º      | Kuwait Pro Cycling | 230,33 |
| 4.º      | Utsunomiya Blitzen | 185    |
| 5.º      | Kinan              | 177    |

### Países
| Posición | País       | Puntos  |
| -------- | ---------- | ------- |
| 1.º      | Kazajistán | 1818,71 |
| 2.°      | Japón      | 698     |
| 3.º      | Mongolia   | 368     |
| 4.º      | Omán       | 239     |
| 5.º      | Tailandia  | 233     |

### Países sub-23
| Posición | País       | Puntos |
| -------- | ---------- | ------ |
| 1.º      | Kazajistán | 307    |
| 2.º      | Omán       | 189    |
| 3.º      | Japón      | 178    |
| 4.º      | Uzbekistán | 125    |
| 5.º      | Tailandia  | 94     |

## Evolución de las clasificaciones
| Fecha            | Clasificación individual | Clasificación por equipos | Clasificación por países | Clasificación por países sub-23 |
| ---------------- | ------------------------ | ------------------------- | ------------------------ | ------------------------------- |
| 31 de enero      | Alexey Lutsenko          |                           | Kazajistán               | Kazajistán                      |
| 28 de febrero    | Alexey Lutsenko          | Terengganu                | Kazajistán               | Tailandia                       |
| 31 de marzo      | Sarawut Sirironnachai    | Terengganu                | Kazajistán               | Malasia                         |
| 30 de abril      | Alexey Lutsenko          | Terengganu                | Kazajistán               | Malasia                         |
| 31 de mayo       | Alexey Lutsenko          | Terengganu                | Kazajistán               | Malasia                         |
| 30 de junio      | Alexey Lutsenko          | Terengganu                | Kazajistán               | Kazajistán                      |
| 31 de julio      | Alexey Lutsenko          | Terengganu                | Kazajistán               | Kazajistán                      |
| 31 de agosto     | Alexey Lutsenko          | Terengganu                | Kazajistán               | Kazajistán                      |
| 30 de septiembre | Alexey Lutsenko          | Terengganu                | Kazajistán               | Kazajistán                      |
| 31 de octubre    | Alexey Lutsenko          | Terengganu                | Kazajistán               | Kazajistán                      |
| Final            | Alexey Lutsenko          | Terengganu                | Kazajistán               | Kazajistán                      |